# Bracon semitergalis
Bracon semitergalis är en stekelart som beskrevs av Vladimir Ivanovich Tobias 2000. Bracon semitergalis ingår i släktet Bracon och familjen bracksteklar. Inga underarter finns listade.